# Tmesisternus aubrooki
Tmesisternus aubrooki är en skalbaggsart som beskrevs av Gilmour 1949. Tmesisternus aubrooki ingår i släktet Tmesisternus och familjen långhorningar. Inga underarter finns listade i Catalogue of Life.